# Taha Ismail
Taha Ismail (Maadi, Egipto, 8 de febrero de 1939) es un exfutbolista egipcio.

## Trayectoria
Fue internacional con la selección de fútbol de Egipto y disputó la Copa Africana de Naciones 1959 donde se proclamó campeón, también jugó las ediciones de 1962 y 1963. Representó a su país en la categoría de fútbol en los Juegos Olímpicos de Tokio 1964.
También fue entrenador del equipo nacional de Egipto.